# Konstantinos Mitroglou
Konstantinos „Kostas“ Mitroglou (řecky Κωνσταντίνος Μήτρογλου; * 12. března 1988 Kavala) je bývalý řecký profesionální fotbalista, který hrával na pozici útočníka. Svoji hráčskou kariéru ukončil v lednu 2023 jako volný hráč, v létě 2022 mu totiž skončila smlouva s řeckým Arisem Soluň. Mezi lety 2009 a 2019 odehrál také 65 zápasů v dresu řecké reprezentace, ve kterých vstřelil 17 branek.
V sezóně 2011/12 se stal nejlepším fotbalistou řecké Superligy (resp. řeckým Fotbalistou roku). Jedná se o velmi schopného střelce branek.

## Klubová kariéra
Mládí strávil po přestěhování rodiny v Německu, kde nastupoval za místní kluby. V roce 2001 přešel do MSV Duisburg a o 4 roky později do juniorského týmu Borussie Mönchengladbach, za kterou poté nastupoval v sezóně 2006/07 i v rezervním týmu.
Po dobrém vystoupení na Mistrovství Evropy ve fotbale hráčů do 19 let 2007 v Rakousku, kde Řekové získali stříbrné medaile, podepsal v létě 2007 smlouvu s řeckým týmem (a tehdejším ligovým mistrem) Olympiakosem Pireus. Během svého angažmá získal několikrát ligový titul i pohárové prvenství, také byl dvakrát na hostování v jiných řeckých klubech, nejprve od ledna do června 2011 v Panionios GSS a poté od srpna 2011 do června 2012 v dalším athénském klubu Atromitos Athény.
V Olympiakosu se stal v sezóně 2013/14 klíčovým hráčem, když nastřílel několik hattricků (včetně jednoho v Lize mistrů UEFA proti belgickému Anderlechtu v říjnu 2013 - stal se tak prvním řeckým hráčem, který dal hattrick v Lize mistrů UEFA) a v gólové produkci pokračoval. Svoji střeleckou fazónu si přenesl i do reprezentace. V prosinci 2013 se s klubem dohodl na prodloužení smlouvy do června 2017, ačkoli o něj měly zájem popřední anglické kluby Arsenal FC a Liverpool FC.
V poslední den zimního přestupového okna sezony 2013/14 (31. ledna 2014) podepsal 4½ roční smlouvu s anglickým klubem Fulham FC.
V jarní části byl často zraněný a připsal si jen 3 ligové starty. Fulham sestoupil z Premier League a Mitroglou odešel na konci srpna 2014 (v poslední den letního přestupového okna) hostovat do Olympiakosu Pireus.

## Reprezentační kariéra
Mitroglou reprezentoval Řecko v mládežnických reprezentacích U19 a U21. S výběrem do 19 let obsadil na Mistrovství Evropy ve fotbale hráčů do 19 let 2007 v Rakousku druhé místo, když mladí Řekové podlehli ve finále favorizovanému Španělsku 0:1.
V A-mužstvu Řecka debutoval 14. listopadu 2009 v barážovém utkání o MS 2010 proti hostujícímu týmu Ukrajiny, kde nastoupil na hřiště v 71. minutě. Řecko tento zápas zremizovalo výsledkem 0:0. V odvetném zápase na Ukrajině (výhra Řecka 1:0 a postup na MS) již nehrál a nefiguroval ani v nominaci na světový šampionát v Jihoafrické republice.
15. listopadu 2013 vstřelil dva góly v barážovém utkání proti domácímu Rumunsku a podílel se tak na výhře 3:1. Skóroval i v odvetném zápase v Rumunsku o čtyři dny později (remíza 1:1), Řecko si tak zajistilo postup na Mistrovství světa ve fotbale 2014 v Brazílii.
Účast Konstantinose Mitroglou na vrcholových turnajích:
- Mistrovství Evropy 2012 v Polsku a na Ukrajině - zde nastoupil v základní skupině A v jediném utkání, konkrétně proti České republice (prohra 1:2, dostal se na hrací plochu v průběhu druhého poločasu).[11] Řecko vypadlo ve čtvrtfinále s Německem po prohře 2:4.
- Mistrovství světa 2014 v Brazílii.[12] Řekové dosáhli svého historického maxima, poprvé na světových šampionátech postoupili do osmifinále, tam byli vyřazeni Kostarikou v penaltovém rozstřelu poměrem 3:5 (stav po prodloužení byl 1:1). Mitroglou svůj pokus proměnil.[13]